# Cravo Norte
Cravo Norte, es un municipio colombiano localizado en el Departamento de Arauca. Cerca al río Casanare. 

## Historia
Durante la conquista española, Nicolás de Federman, en contacto con los jesuitas, envía al misionero José Gumilla para iniciar la evangelización de los indígenas de la región, quienes vivían en tribus nómadas (actualmente seminómadas) en actividades recolectoras, caza y pesca. Cravo Norte fue fundado por José Gumilla, un misionero jesuita, en 1538. Contaba con escasos 205 habitantes en 1797. En mayo de 1797 se realizó el primer censo de La Soledad de Cravo Norte, que así se llamaba para entonces, contando con 205 hombres y mujeres de las etnias Guahibos y Chiricoas. Posteriormente, en 1874 el venezolano don Socorro Figueroa ingresa a esta región con el propósito de poblar con ganado vacuno la inmensa llanura, apoderándose del sitio denominado El Cajón de Los Ríos Cravo y Casanare.

## Límites
El territorio de Cravo Norte limita con Arauca por el norte, Venezuela por el este, La Primavera (Vichada) y Hato Corozal (Casanare) por el sur y Puerto Rondón por el oeste, estando ubicado en la margen izquierda del río Cravo Norte en el río Casanare.  

## División Político-Administrativa
La Cabecera municipal se encuentra dividida en los barrios:
20 de julio, Villa Llano, El Estero, El Progreso, El Centro y El Triunfo.

#### Veredas
Cravo Norte tiene las siguientes veredas constituidas:
Buenos Aires, El Corozo, Los Laureles, Camoruco, Cinaruco, Los Caballos, Campo Abierto, Cumare, Veladero, Agualinda, San Rafael, Samuco, Comarca, San José, Aeropuerto, La Esperanza, La Virgen, Lejanías de Juriepe, Juriepe y Los Pasados.

## Estructura organizacional municipal
| Cravo Norte  | Cravo Norte | Cravo Norte                |
| Departamento | Código DANE | Categoría municipal (2023) |
| ------------ | ----------- | -------------------------- |
| Arauca       | 81220       | Sexta                      |

- Personería: Es un centro del Ministerio Público de Colombia que ejerce, vigila y hace control sobre la gestión de las alcaldías y entes descentralizados; velan por la promoción y protección de los derechos humanos; vigilan el debido proceso, la conservación del medio ambiente, el patrimonio público y la prestación eficiente de los servicios públicos, garantizando a la ciudadanía la defensa de sus derechos e intereses.

El actual Personero municipal es Yonnys Escobar Bustamante (2024-2027).
- Concejo Municipal: Es la suprema autoridad política del municipio. En materia administrativa sus atribuciones son de carácter normativo. También le corresponde vigilar y hacer control político a la administración municipal. Se regulan por los reglamentos internos de la corporación en el marco de la Constitución Política Colombiana (artículo 313) y las leyes, en especial la Ley 136 de 1994 y la Ley 1551 de 2012.

Constituido por 7 concejales por un periodo de 4 años.
- Alcaldía Municipal: En esta se encuentra la administración municipal y las entidades descentralizadas del municipio.

El Alcalde se pronuncia mediante decretos y se desempeña como representante legal, judicial y extrajudicial del municipio. El actual Alcalde municipal es Nilson Castillo Cisneros (2024-2027), elegido por voto popular.
- JAL.

## Galería

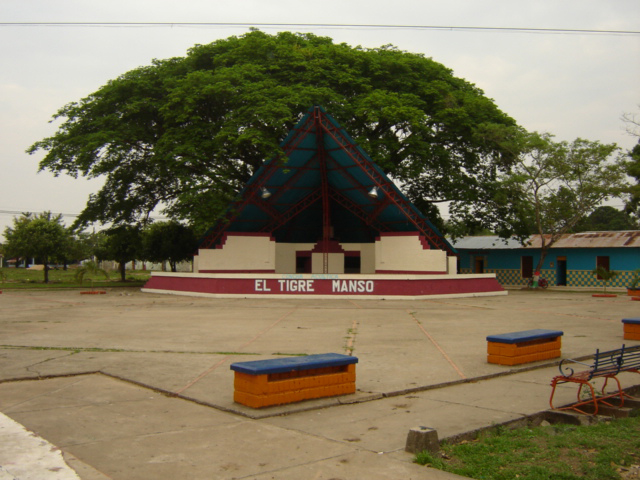
Plaza mayor de Cravo Norte.

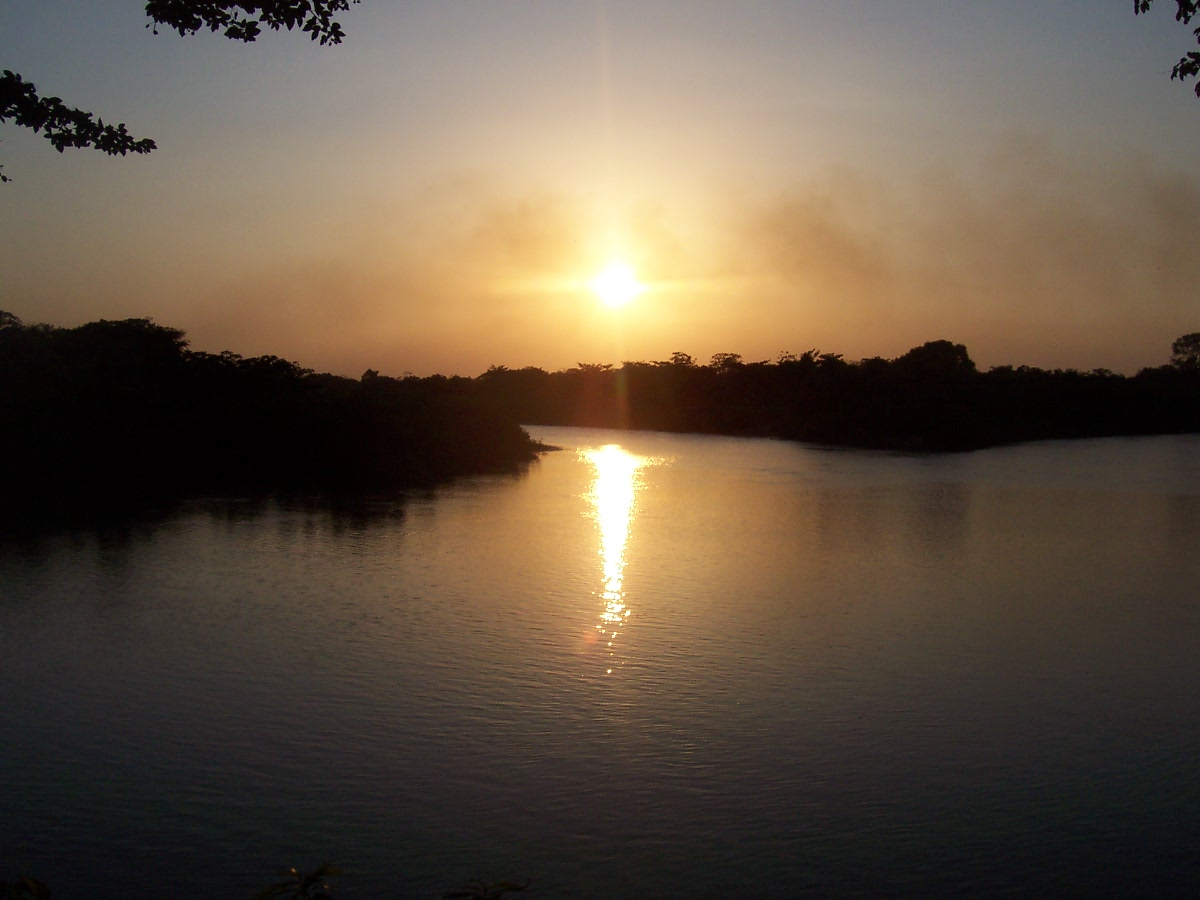
Atardecer sobre el río Cravo Norte.